# Liste des députés allemands de l'Empire allemand (6e législature)
Les députés de la sixième législature du Reichstag sont les députés du Reichstag élus lors des élections législatives allemandes de 1884 pour la période 1884-1887.

## Liste des députés
| État                                      | District          | Circonscription | Élu                                      | Parti | Parti           |
| ----------------------------------------- | ----------------- | --- | ---------------------------------------- | ----- | --------------- |
| Royaume de Prusse (Prusse-Orientale)      | Königsberg        | 01 (Memel-Heydekrug) | Helmuth Karl Bernhard von Moltke         |       | DKP             |
| Royaume de Prusse (Prusse-Orientale)      | Königsberg        | 02 (Labiau-Wehlau) | Werner von Gustedt-Lablacken             |       | DKP             |
| Royaume de Prusse (Prusse-Orientale)      | Königsberg        | 03 (Königsberg-Ville) | Julius Möller                            |       | DFP             |
| Royaume de Prusse (Prusse-Orientale)      | Königsberg        | 04 (Fischhausen-Königsberg-Campagne) | August von Dönhoff                       |       | DKP             |
| Royaume de Prusse (Prusse-Orientale)      | Königsberg        | 05 (Heiligenbeil-Preußisch Eylau) | Alfred von Tettau                        |       | DKP             |
| Royaume de Prusse (Prusse-Orientale)      | Königsberg        | 06 (Braunsberg-Heilsberg) | Peter Spahn                              |       | ZEN             |
| Royaume de Prusse (Prusse-Orientale)      | Königsberg        | 07 (Preußisch Holland-Mohrungen) | Rudolph Wichmann                         |       | DKP             |
| Royaume de Prusse (Prusse-Orientale)      | Königsberg        | 08 (Osterode-Neidenburg) | Ludwig Rose                              |       | DKP             |
| Royaume de Prusse (Prusse-Orientale)      | Königsberg        | 09 (Allenstein-Rößel) | Rudolph Borowski                         |       | ZEN             |
| Royaume de Prusse (Prusse-Orientale)      | Königsberg        | 10 (Rastenburg-Friedland-Gerdauen) | Udo de Stolberg-Wernigerode              |       | DKP             |
| Royaume de Prusse (Prusse-Orientale)      | Gumbinnen         | 01 (Tilsit-Niederung) | Albrecht von Schlieckmann                |       | DKP             |
| Royaume de Prusse (Prusse-Orientale)      | Gumbinnen         | 02 (Ragnit-Pillkallen) | Albert von Sperber                       |       | DKP             |
| Royaume de Prusse (Prusse-Orientale)      | Gumbinnen         | 03 (Gumbinnen-Insterbourg) | Otto Saro                                |       | DKP             |
| Royaume de Prusse (Prusse-Orientale)      | Gumbinnen         | 04 (Stallupönen-Goldap-Darkehmen) | Max Bergmann                             |       | DKP             |
| Royaume de Prusse (Prusse-Orientale)      | Gumbinnen         | 05 (Angerburg-Lötzen) | Ludwig von Staudy                        |       | DKP             |
| Royaume de Prusse (Prusse-Orientale)      | Gumbinnen         | 06 (Oletzko-Lyck-Johannisburg) | Eduard Maubach                           |       | DKP             |
| Royaume de Prusse (Prusse-Orientale)      | Gumbinnen         | 07 (Sensburg-Ortelsbourg) | Max von Redecker                         |       | DKP             |
| Royaume de Prusse (Prusse-Occidentale)    | Dantzig           | 01 (Marienbourg-Elbing) | Bernhard von Puttkamer                   |       | DKP             |
| Royaume de Prusse (Prusse-Occidentale)    | Dantzig           | 02 (Dantzig-Haut-Dantzig-Bas) | Archibald von Gramatzki                  |       | DKP             |
| Royaume de Prusse (Prusse-Occidentale)    | Dantzig           | 03 (Dantzig-Ville) | Heinrich Rickert                         |       | DFP             |
| Royaume de Prusse (Prusse-Occidentale)    | Dantzig           | 04 (Neustadt-Putzig-Karthaus) | Anton von Kalkstein                      |       | Pole            |
| Royaume de Prusse (Prusse-Occidentale)    | Dantzig           | 05 (Berent-Preußisch Stargard-Dirschau) | Michael von Kalkstein                    |       | Pole            |
| Royaume de Prusse (Prusse-Occidentale)    | Marienwerder      | 01 (Marienwerder-Stuhm) | Waldemar Mueller                         |       | DRP             |
| Royaume de Prusse (Prusse-Occidentale)    | Marienwerder      | 02 (Rosenberg-Löbau-en-Prusse-Occidentale (de)) | Rodrigo zu Dohna-Finckenstein            |       | DKP             |
| Royaume de Prusse (Prusse-Occidentale)    | Marienwerder      | 03 (Graudenz-Strasbourg) | Ignacy von Lyskowski                     |       | Pole            |
| Royaume de Prusse (Prusse-Occidentale)    | Marienwerder      | 04 (Thorn-Kulm-Briesen) | Michael von Sczaniecki                   |       | Pole            |
| Royaume de Prusse (Prusse-Occidentale)    | Marienwerder      | 05 (Schwetz) | Franz August von Gordon                  |       | DKP             |
| Royaume de Prusse (Prusse-Occidentale)    | Marienwerder      | 06 (Konitz-Tuchel) | Wladislaus von Wolszlegier               |       | Pole            |
| Royaume de Prusse (Prusse-Occidentale)    | Marienwerder      | 07 (Schlochau-Flatow) | Wilhelm Scheffer                         |       | DKP             |
| Royaume de Prusse (Prusse-Occidentale)    | Marienwerder      | 08 (Deutsch-Krone) | Karl von Gamp-Massaunen                  |       | DRP             |
| Royaume de Prusse (Berlin)                | Berlin            | 01 (Alt-Berlin-Cölln-Friedrichswerder-Dorotheenstadt-Friedrichstadt-Nord) | Ludwig Loewe                             |       | DFP             |
| Royaume de Prusse (Berlin)                | Berlin            | 02 (Schöneberger Vorstadt-Friedrichsvorstadt-Tempelhofer Vorstadt-Friedrichstadt-Sud) | Rudolf Virchow                           |       | DFP             |
| Royaume de Prusse (Berlin)                | Berlin            | 03 (Luisenstadt-Neu-Cölln) | August Munckel                           |       | DFP             |
| Royaume de Prusse (Berlin)                | Berlin            | 04 (Luisenstadt-Stralauer Vorstadt-Königsstadt-Est) | Paul Singer                              |       | SAP             |
| Royaume de Prusse (Berlin)                | Berlin            | 05 (Spandauer Vorstadt-Friedrich-Wilhelm-Stadt-Königsstadt-Ouest) | Eugen Richter                            |       | DFP             |
| Royaume de Prusse (Berlin)                | Berlin            | 06 (Wedding-Gesundbrunnen-Moabit-Oranienburger Vorstadt-Rosenthaler Vorstadt) | Wilhelm Hasenclever                      |       | SAP             |
| Royaume de Prusse (Brandebourg)           | Potsdam           | 01 (Prignitz-de-l'Ouest) | Siegfried von Saldern                    |       | DKP             |
| Royaume de Prusse (Brandebourg)           | Potsdam           | 02 (Prignitz-de-l'Est) | Hermann von Graevenitz                   |       | DRP             |
| Royaume de Prusse (Brandebourg)           | Potsdam           | 03 (Ruppin-Templin) | Hugo von Saldern-Ahlimb-Ringenwalde      |       | DKP             |
| Royaume de Prusse (Brandebourg)           | Potsdam           | 04 (Prenzlau-Angermünde) | Friedrich von Wedell-Malchow             |       | DKP             |
| Royaume de Prusse (Brandebourg)           | Potsdam           | 05 (Haut-Barnim) | Edwin von Hacke                          |       | DFP             |
| Royaume de Prusse (Brandebourg)           | Potsdam           | 06 (Bas-Barnim-Lichtenberg) | Arnold Lohren                            |       | DRP             |
| Royaume de Prusse (Brandebourg)           | Potsdam           | 07 (Potsdam-Havelland-de-l'Est-Spandau) | Fritz Schneider                          |       | DFP             |
| Royaume de Prusse (Brandebourg)           | Potsdam           | 08 (Brandebourg-sur-la-Havel-Havelland-de-l'Ouest) | Heinrich Rickert                         |       | DFP             |
| Royaume de Prusse (Brandebourg)           | Potsdam           | 09 (Zauch-Belzig-Jüterbog-Luckenwalde) | Hermann Kropatscheck                     |       | DKP             |
| Royaume de Prusse (Brandebourg)           | Potsdam           | 10 (Teltow-Beeskow-Storkow-Charlottenbourg-Schöneberg-Neukölln-Wilmersdorf) | Nicolaus von Handjery                    |       | DKP             |
| Royaume de Prusse (Brandebourg)           | Francfort         | 01 (Arnswalde-Friedeberg) | Paul von Brand                           |       | DKP             |
| Royaume de Prusse (Brandebourg)           | Francfort         | 02 (Landsberg-sur-la-Warthe-Soldin) | George Dietz von Bayer                   |       | DKP             |
| Royaume de Prusse (Brandebourg)           | Francfort         | 03 (Königsberg) | Johann Lüben                             |       | DFP             |
| Royaume de Prusse (Brandebourg)           | Francfort         | 04 (Francfort-sur-l'Oder-Lebus) | Gerhard Struve                           |       | DFP             |
| Royaume de Prusse (Brandebourg)           | Francfort         | 05 (Sternberg-Est-Sternberg-Ouest) | Karl von Waldow und Reitzenstein         |       | DKP             |
| Royaume de Prusse (Brandebourg)           | Francfort         | 06 (Züllichau-Schwiebus-Crossen-sur-l'Oder) | Otto Uhden                               |       | DKP             |
| Royaume de Prusse (Brandebourg)           | Francfort         | 07 (Guben-Lübben) | Heinrich zu Schoenaich-Carolath          |       | DRP             |
| Royaume de Prusse (Brandebourg)           | Francfort         | 08 (Sorau-Forst) | Nikolaus Witt                            |       | DFP             |
| Royaume de Prusse (Brandebourg)           | Francfort         | 09 (Cottbus-Spremberg) | Danko von Funcke                         |       | DKP             |
| Royaume de Prusse (Brandebourg)           | Francfort         | 10 (Calau-Luckau) | Otto von Manteuffel                      |       | DKP             |
| Royaume de Prusse (Poméranie)             | Stettin           | 01 (Demmin-Anklam) | Helmuth von Maltzahn                     |       | DKP             |
| Royaume de Prusse (Poméranie)             | Stettin           | 02 (Ueckermünde-Usedom-Wollin) | Oswald von Rittberg                      |       | DKP             |
| Royaume de Prusse (Poméranie)             | Stettin           | 03 (Randow-Greifenhagen) | Alexander von der Osten                  |       | DKP             |
| Royaume de Prusse (Poméranie)             | Stettin           | 04 (Stettin) | Max Broemel                              |       | DFP             |
| Royaume de Prusse (Poméranie)             | Stettin           | 05 (Pyritz-Saatzig) | Hermann von Schöning                     |       | DKP             |
| Royaume de Prusse (Poméranie)             | Stettin           | 06 (Naugard-Regenwalde) | Wilhelm von Flügge                       |       | DKP             |
| Royaume de Prusse (Poméranie)             | Stettin           | 07 (Greifenberg-Cammin) | Ernst Matthias von Köller                |       | DKP             |
| Royaume de Prusse (Poméranie)             | Köslin            | 01 (Stolp-Lauenbourg) | Wilhelm Joachim von Hammerstein          |       | DKP             |
| Royaume de Prusse (Poméranie)             | Köslin            | 02 (Bütow-Rummelsburg-Schlawe) | Adolf von Massow                         |       | DKP             |
| Royaume de Prusse (Poméranie)             | Köslin            | 03 (Köslin-Colberg-Cörlin-Bublitz) | August von Gerlach                       |       | DKP             |
| Royaume de Prusse (Poméranie)             | Köslin            | 04 (Belgard-sur-la-Persante-Schivelbein-Dramburg) | Conrad von Kleist                        |       | DKP             |
| Royaume de Prusse (Poméranie)             | Köslin            | 05 (Neustettin) | Hermann von Busse                        |       | DKP             |
| Royaume de Prusse (Poméranie)             | Stralsund         | 01 (Rügen-Stralsund-Franzburg) | Hans Delbrück                            |       | DRP             |
| Royaume de Prusse (Poméranie)             | Stralsund         | 02 (Greifswald-Grimmen) | Carl von Behr                            |       | DRP             |
| Royaume de Prusse (Posnanie)              | Posen             | 01 (Posen) | Stephan Cegielski                        |       | Pole            |
| Royaume de Prusse (Posnanie)              | Posen             | 02 (Samter-Birnbaum-Obornik-Schwerin-sur-la-Warthe) | Stephan von Kwilecki                     |       | Pole            |
| Royaume de Prusse (Posnanie)              | Posen             | 03 (Meseritz-Bomst) | Hans Wilhelm von Unruhe-Bomst            |       | DRP             |
| Royaume de Prusse (Posnanie)              | Posen             | 04 (Buk-Schmiegel-Kosten) | Ludwig von Mycielski                     |       | Pole            |
| Royaume de Prusse (Posnanie)              | Posen             | 05 (Gostyn-Rawitsch) | Casimir von Chlapowski                   |       | Pole            |
| Royaume de Prusse (Posnanie)              | Posen             | 06 (Fraustadt-Lissa) | Paul von Rheinbaben                      |       | DRP             |
| Royaume de Prusse (Posnanie)              | Posen             | 07 (Schrimm-Schroda) | Ludwig Edler von Graeve                  |       | Pole            |
| Royaume de Prusse (Posnanie)              | Posen             | 08 (Wreschen-Pleschen-Jarotschin) | Theophil Magdzinski                      |       | Pole            |
| Royaume de Prusse (Posnanie)              | Posen             | 09 (Krotoschin-Koschmin) | Ludwig von Jazdzewski                    |       | Pole            |
| Royaume de Prusse (Posnanie)              | Posen             | 10 (Adelnau-Schildberg-Ostrowo-Kempen-en-Posnanie) | Ferdinand von Radziwill                  |       | Pole            |
| Royaume de Prusse (Posnanie)              | Bromberg          | 01 (Czarnikau-Filehne-Colmar-en-Posnanie) | Axel von Colmar-Meyenburg                |       | DKP             |
| Royaume de Prusse (Posnanie)              | Bromberg          | 02 (Wirsitz-Schubin-Znin) | Leo von Skorzewski                       |       | Pole            |
| Royaume de Prusse (Posnanie)              | Bromberg          | 03 (Bromberg) | Hermann von Gerlich                      |       | DKP             |
| Royaume de Prusse (Posnanie)              | Bromberg          | 04 (Hohensalza-Mogilno-Strelno) | Józef von Kościelski                     |       | Pole            |
| Royaume de Prusse (Posnanie)              | Bromberg          | 05 (Gnesen-Wongrowitz-Witkowo) | Julian von Chelmicki                     |       | Pole            |
| Royaume de Prusse (Silésie)               | Breslau           | 01 (Guhrau-Steinau-Wohlau) | Guido von Kessel                         |       | DKP             |
| Royaume de Prusse (Silésie)               | Breslau           | 02 (Militsch-Trebnitz) | Hermann von Hatzfeldt                    |       | DRP             |
| Royaume de Prusse (Silésie)               | Breslau           | 03 (Groß Wartenberg-Œls) | Wilhelm von Kardorff                     |       | DRP             |
| Royaume de Prusse (Silésie)               | Breslau           | 04 (Namslau-Brieg) | Wilhelm von Heydebrand und der Lasa      |       | DKP             |
| Royaume de Prusse (Silésie)               | Breslau           | 05 (Ohlau-Strehlen-Nimptsch) | Silvius von Goldfus                      |       | DRP             |
| Royaume de Prusse (Silésie)               | Breslau           | 06 (Breslau-Est) | Wilhelm Hasenclever                      |       | SAP             |
| Royaume de Prusse (Silésie)               | Breslau           | 07 (Breslau-Ouest) | Julius Kräcker                           |       | SAP             |
| Royaume de Prusse (Silésie)               | Breslau           | 08 (Neumarkt-Breslau-Campagne) | Victor Ier de Hohenlohe-Ratibor          |       | DRP             |
| Royaume de Prusse (Silésie)               | Breslau           | 09 (Striegau-Schweidnitz) | Paul von Kulmiz                          |       | DRP             |
| Royaume de Prusse (Silésie)               | Breslau           | 10 (Waldenburg) | Carl von Winckelmann                     |       | DFP             |
| Royaume de Prusse (Silésie)               | Breslau           | 11 (Reichenbach-Neurode) | Felix Porsch                             |       | ZEN             |
| Royaume de Prusse (Silésie)               | Breslau           | 12 (Glatz-Habelschwerdt) | Karl von Huene                           |       | ZEN             |
| Royaume de Prusse (Silésie)               | Breslau           | 13 (Frankenstein-Münsterberg) | Johann von Harbuval-Chamaré-Stolz        |       | ZEN             |
| Royaume de Prusse (Silésie)               | Oppeln            | 01 (Kreuzburg-Rosenberg-en-Haute-Silésie) | Christian-Kraft de Hohenlohe-Öhringen    |       | DKP             |
| Royaume de Prusse (Silésie)               | Oppeln            | 02 (Oppeln) | Franz von Ballestrem                     |       | ZEN             |
| Royaume de Prusse (Silésie)               | Oppeln            | 03 (Groß Strehlitz-Cosel) | Adolph Franz                             |       | ZEN             |
| Royaume de Prusse (Silésie)               | Oppeln            | 04 (Lublinitz-Tost-Gleiwitz) | Alexander von Schalscha                  |       | ZEN             |
| Royaume de Prusse (Silésie)               | Oppeln            | 05 (Beuthen-Tarnowitz) | Lazarus IV Henckel von Donnersmarck      |       | ZEN             |
| Royaume de Prusse (Silésie)               | Oppeln            | 06 (Kattowitz-Zabrze) | Paul Letocha                             |       | ZEN             |
| Royaume de Prusse (Silésie)               | Oppeln            | 07 (Pless-Rybnik) | Eduard Müller                            |       | ZEN             |
| Royaume de Prusse (Silésie)               | Oppeln            | 08 (Ratibor) | Gustav von Saurma-Jeltsch                |       | ZEN             |
| Royaume de Prusse (Silésie)               | Oppeln            | 09 (Leobschütz) | Julius Cäsar von Nayhauß-Cormons         |       | ZEN             |
| Royaume de Prusse (Silésie)               | Oppeln            | 10 (Neustadt-en-Haute-Silésie) | Adalbert zu Stolberg-Stolberg            |       | ZEN             |
| Royaume de Prusse (Silésie)               | Oppeln            | 11 (Falkenberg-en-Haute-Silésie-Grottkau) | Friedrich von Praschma                   |       | ZEN             |
| Royaume de Prusse (Silésie)               | Oppeln            | 12 (Neisse) | Albert Horn                              |       | ZEN             |
| Royaume de Prusse (Silésie)               | Liegnitz          | 01 (Grünberg-Freystadt) | Albert Traeger                           |       | DFP             |
| Royaume de Prusse (Silésie)               | Liegnitz          | 02 (Sagan-Sprottau) | Carl Braun                               |       | DFP             |
| Royaume de Prusse (Silésie)               | Liegnitz          | 03 (Glogau) | August Maager                            |       | DFP             |
| Royaume de Prusse (Silésie)               | Liegnitz          | 04 (Lüben-Bunzlau) | Philipp Schmieder                        |       | DFP             |
| Royaume de Prusse (Silésie)               | Liegnitz          | 05 (Löwenberg) | Ernst Halberstadt                        |       | DFP             |
| Royaume de Prusse (Silésie)               | Liegnitz          | 06 (Liegnitz-Goldberg-Haynau) | Robert Beisert                           |       | DFP             |
| Royaume de Prusse (Silésie)               | Liegnitz          | 07 (Landeshut-Jauer-Bolkenhain) | Walter Dirichlet                         |       | DFP             |
| Royaume de Prusse (Silésie)               | Liegnitz          | 08 (Schönau-Hirschberg) | Georg von Bunsen                         |       | DFP             |
| Royaume de Prusse (Silésie)               | Liegnitz          | 09 (Görlitz-Lauban) | Erwin Lüders                             |       | DFP             |
| Royaume de Prusse (Silésie)               | Liegnitz          | 10 (Rothenburg-Hoyerswerda) | Franz Bertram                            |       | DFP             |
| Royaume de Prusse (Saxe)                  | Magdebourg        | 01 (Salzwedel-Gardelegen) | Robert Meibauer                          |       | DFP             |
| Royaume de Prusse (Saxe)                  | Magdebourg        | 02 (Stendal-Osterburg) | Hermann von Lüderitz                     |       | DKP             |
| Royaume de Prusse (Saxe)                  | Magdebourg        | 03 (Jerichow I-Jerichow II) | Heinrich Greve                           |       | DFP             |
| Royaume de Prusse (Saxe)                  | Magdebourg        | 04 (Magdebourg) | August Heine                             |       | SAP             |
| Royaume de Prusse (Saxe)                  | Magdebourg        | 05 (Neuhaldensleben-Wolmirstedt) | Oskar von Hasselbach                     |       | DKP             |
| Royaume de Prusse (Saxe)                  | Magdebourg        | 06 (Wanzleben) | Robert von Benda                         |       | NLP             |
| Royaume de Prusse (Saxe)                  | Magdebourg        | 07 (Aschersleben-Quedlinbourg-Calbe-sur-la-Saale) | Adolph von Dietze                        |       | DRP             |
| Royaume de Prusse (Saxe)                  | Magdebourg        | 08 (Halberstadt-Oschersleben-Wernigerode) | August von Bernuth                       |       | NLP             |
| Royaume de Prusse (Saxe)                  | Mersebourg        | 01 (Liebenwerda-Torgau) | Heinrich Joseph Horwitz                  |       | DFP             |
| Royaume de Prusse (Saxe)                  | Mersebourg        | 02 (Schweinitz-Wittemberg) | Otto von Helldorff                       |       | DKP             |
| Royaume de Prusse (Saxe)                  | Mersebourg        | 03 (Bitterfeld-Delitzsch) | Hans von Bodenhausen                     |       | DKP             |
| Royaume de Prusse (Saxe)                  | Mersebourg        | 04 (Halle-sur-Saale-la Saale) | Paul Alexander Meyer                     |       | DFP             |
| Royaume de Prusse (Saxe)                  | Mersebourg        | 05 (Mansfeld-Lac-Mansfeld-Montagne) | Ernst Leuschner                          |       | DRP             |
| Royaume de Prusse (Saxe)                  | Mersebourg        | 06 (Sangerhausen-Eckartsberga) | Friedrich Hermann Müller                 |       | NLP             |
| Royaume de Prusse (Saxe)                  | Mersebourg        | 07 (Querfurt-Mersebourg) | Carl August Panse                        |       | DFP             |
| Royaume de Prusse (Saxe)                  | Mersebourg        | 08 (Naumbourg-Weißenfels-Zeitz) | Karl Otto Rohland                        |       | DFP             |
| Royaume de Prusse (Saxe)                  | Erfurt            | 01 (Comté d'Hohenstein) | Julius Lerche                            |       | DFP             |
| Royaume de Prusse (Saxe)                  | Erfurt            | 02 (Heiligenstadt-Worbis) | Josef von Strombeck                      |       | ZEN             |
| Royaume de Prusse (Saxe)                  | Erfurt            | 03 (Muhlouse-Langensalza-Weißensee) | Wilhelm von Wedel-Piesdorf               |       | DKP             |
| Royaume de Prusse (Saxe)                  | Erfurt            | 04 (Erfurt-Schleusingen-Ziegenrück) | Moritz Nobbe                             |       | DRP             |
| Royaume de Prusse (Schleswig-Holstein)    |                   | 01 (Hadersleben-Sonderburg) | Jens Peter Junggreen                     |       | Däne            |
| Royaume de Prusse (Schleswig-Holstein)    |                   | 02 (Apenrade-Flensbourg) | Paul Gottburgsen                         |       | NLP             |
| Royaume de Prusse (Schleswig-Holstein)    |                   | 03 (Schleswig-Eckernförde) | Asmus Lorenzen                           |       | DFP             |
| Royaume de Prusse (Schleswig-Holstein)    |                   | 04 (Tondern-Husum-Eiderstedt) | Eduard Francke                           |       | NLP             |
| Royaume de Prusse (Schleswig-Holstein)    |                   | 05 (Dithmarse-du-Nord-Dithmarse-du-Sud-Steinburg) | Gustav Thomsen                           |       | DFP             |
| Royaume de Prusse (Schleswig-Holstein)    |                   | 06 (Pinneberg-Segeberg) | Johannes Halben                          |       | DFP             |
| Royaume de Prusse (Schleswig-Holstein)    |                   | 07 (Kiel-Rendsburg) | Albert Hänel                             |       | DFP             |
| Royaume de Prusse (Schleswig-Holstein)    |                   | 08 (Altona-Stormarn) | Karl Frohme                              |       | SAP             |
| Royaume de Prusse (Schleswig-Holstein)    |                   | 09 (Oldenbourg-en-Holstein-Plön) | Conrad von Holstein                      |       | DKP             |
| Royaume de Prusse (Schleswig-Holstein)    |                   | 10 (Duché de Lauenbourg) | Herbert von Bismarck                     |       | DRP             |
| Royaume de Prusse (Hanovre)               |                   | 01 (Emden-Norden-Weener) | Theodor van Hülst                        |       | NLP             |
| Royaume de Prusse (Hanovre)               |                   | 02 (Aurich-Wittmund-Leer) | Friedrich Vissering                      |       | NLP             |
| Royaume de Prusse (Hanovre)               |                   | 03 (Meppen-Lingen-Bentheim-Aschendorf-Hümmling) | Ludwig Windthorst                        |       | ZEN             |
| Royaume de Prusse (Hanovre)               |                   | 04 (Osnabrück-Bersenbrück-Iburg) | Balduin von Schele                       |       | DHP             |
| Royaume de Prusse (Hanovre)               |                   | 05 (Melle-Diepholz-Wittlage-Sulingen-Stolzenau) | Karl Sattler                             |       | NLP             |
| Royaume de Prusse (Hanovre)               |                   | 06 (Syke-Verden-Hoya-Achim) | Hermann von Arnswaldt                    |       | DHP             |
| Royaume de Prusse (Hanovre)               |                   | 07 (Nienburg-Neustadt am Rübenberge-Fallingbostel) | Heinrich Langwerth von Simmern           |       | DHP             |
| Royaume de Prusse (Hanovre)               |                   | 08 (Hanovre) | Heinrich Meister                         |       | SAP             |
| Royaume de Prusse (Hanovre)               |                   | 09 (Hamelin-Linden-Springe) | Walrab von Wangenheim                    |       | DHP             |
| Royaume de Prusse (Hanovre)               |                   | 10 (Hildesheim-Marienburg-Alfeld-sur-la-Leine-Gronau) | Gustav Struckmann                        |       | NLP             |
| Royaume de Prusse (Hanovre)               |                   | 11 (Einbeck-Northeim-Osterode am Harz-Uslar) | Cuno von Oldershausen                    |       | DHP             |
| Royaume de Prusse (Hanovre)               |                   | 12 (Göttingen-Duderstadt-Münden) | Karl Götz von Olenhusen                  |       | DHP             |
| Royaume de Prusse (Hanovre)               |                   | 13 (Goslar-Zellerfeld-Ilfeld) | Franz von Alten                          |       | DHP             |
| Royaume de Prusse (Hanovre)               |                   | 14 (Gifhorn-Celle-Peine-Burgdorf) | Otto von der Decken                      |       | DHP             |
| Royaume de Prusse (Hanovre)               |                   | 15 (Lüchow-Uelzen-Dannenberg-Bleckede-Isenhagen) | Berthold von Bernstorff                  |       | DHP             |
| Royaume de Prusse (Hanovre)               |                   | 16 (Lunebourg-Soltau-Winsen) | Adolf von Wangenheim-Wake                |       | DHP             |
| Royaume de Prusse (Hanovre)               |                   | 17 (Harbourg-Rotenbourg-en-Hanovre-Zeven) | August von Estorff                       |       | DHP             |
| Royaume de Prusse (Hanovre)               |                   | 18 (Stade-Geestemünde-Bremervörde-Osterholz-Blumenthal) | Johann Cornelsen                         |       | NLP             |
| Royaume de Prusse (Hanovre)               |                   | 19 (Neuhaus-sur-l'Oste-Hadeln-Lehe-Kehdingen-Jork) | Hermann Gebhard                          |       | NLP             |
| Royaume de Prusse (Westphalie)            | Münster           | 01 (Tecklembourg-Steinfurt-Ahaus) | Burghard von Schorlemer-Alst             |       | ZEN             |
| Royaume de Prusse (Westphalie)            | Münster           | 02 (Münster-Coesfeld) | Clemens Heereman von Zuydwyck            |       | ZEN             |
| Royaume de Prusse (Westphalie)            | Münster           | 03 (Borken-Recklinghausen) | Albert Beckmann                          |       | ZEN             |
| Royaume de Prusse (Westphalie)            | Münster           | 04 (Lüdinghausen-Beckum-Warendorf) | Ignatz von Landsberg-Velen und Steinfurt |       | ZEN             |
| Royaume de Prusse (Westphalie)            | Minden            | 01 (Minden-Lübbecke) | Carl Albert Hermann Bock                 |       | DKP             |
| Royaume de Prusse (Westphalie)            | Minden            | 02 (Herford-Halle-en-Westphalie) | Hans Hugo von Kleist-Retzow              |       | DKP             |
| Royaume de Prusse (Westphalie)            | Minden            | 03 (Bielefeld-Wiedenbrück) | Eduard von Ungern-Sternberg              |       | DKP             |
| Royaume de Prusse (Westphalie)            | Minden            | 04 (Paderborn-Büren) | Heinrich Hesse                           |       | ZEN             |
| Royaume de Prusse (Westphalie)            | Minden            | 05 (Höxter-Warburg) | Carl von Wendt-Papenhausen               |       | ZEN             |
| Royaume de Prusse (Westphalie)            | Arnsberg          | 01 (Wittgenstein-Siegen-Biedenkopf) | Adolf Stöcker                            |       | DKP             |
| Royaume de Prusse (Westphalie)            | Arnsberg          | 02 (Olpe-Arnsberg-Meschede) | Peter Reichensperger                     |       | ZEN             |
| Royaume de Prusse (Westphalie)            | Arnsberg          | 03 (Altena-Iserlohn-Lüdenscheid) | Paul Langerhans                          |       | DFP             |
| Royaume de Prusse (Westphalie)            | Arnsberg          | 04 (Hagen-Schwelm-Witten) | Eugen Richter                            |       | DFP             |
| Royaume de Prusse (Westphalie)            | Arnsberg          | 05 (Bochum-Gelsenkirchen-Hattingen-Herne) | Gustav Haarmann                          |       | NLP             |
| Royaume de Prusse (Westphalie)            | Arnsberg          | 06 (Dortmund-Hörde) | Julius Lenzmann                          |       | DFP             |
| Royaume de Prusse (Westphalie)            | Arnsberg          | 07 (Hamm-Soest) | Louis Krug von Nidda                     |       | DKP             |
| Royaume de Prusse (Westphalie)            | Arnsberg          | 08 (Lippstadt-Brilon) | Fritz von Ketteler                       |       | ZEN             |
| Royaume de Prusse (Hesse-Nassau)          | Wiesbaden         | 01 (Haut-Taunus-Höchst-Usingen) | Karl Mohr                                |       | DFP             |
| Royaume de Prusse (Hesse-Nassau)          | Wiesbaden         | 02 (Wiesbaden-Rheingau-Bas-Taunus) | Friedrich Schenck                        |       | DFP             |
| Royaume de Prusse (Hesse-Nassau)          | Wiesbaden         | 03 (Saint-Goarshausen-Bas-Westerwald) | Ernst Lieber                             |       | ZEN             |
| Royaume de Prusse (Hesse-Nassau)          | Wiesbaden         | 04 (Limbourg-Haute-Lahn-Basse-Lahn) | Gustav Münch                             |       | DFP             |
| Royaume de Prusse (Hesse-Nassau)          | Wiesbaden         | 05 (Dill-Haut-Westerwald) | Lothar von Wurmb                         |       | DRP             |
| Royaume de Prusse (Hesse-Nassau)          | Wiesbaden         | 06 (Francfort-sur-le-Main) | Adolf Sabor                              |       | SAP             |
| Royaume de Prusse (Hesse-Nassau)          | Cassel            | 01 (Comté de Schaumbourg-Hofgeismar-Wolfhagen) | Carl Oetker                              |       | NLP             |
| Royaume de Prusse (Hesse-Nassau)          | Cassel            | 02 (Cassel-Melsungen) | Franz Lotz                               |       | DKP             |
| Royaume de Prusse (Hesse-Nassau)          | Cassel            | 03 (Fritzlar-Homberg-Ziegenhain) | Otto von Gehren                          |       | DKP             |
| Royaume de Prusse (Hesse-Nassau)          | Cassel            | 04 (Eschwege-Seigneurie de Schmalkalden-Witzenhausen) | Hermann von Christen                     |       | DRP             |
| Royaume de Prusse (Hesse-Nassau)          | Cassel            | 05 (Marbourg-Frankenberg-Kirchhain) | Karl Grimm                               |       | DKP             |
| Royaume de Prusse (Hesse-Nassau)          | Cassel            | 06 (Hersfeld-Rotenburg-sur-la-Fulda-Hünfeld) | Ferdinand Seyfarth                       |       | DKP             |
| Royaume de Prusse (Hesse-Nassau)          | Cassel            | 07 (Fulda-Schlüchtern-Gersfeld) | Clemens Heidenreich Droste zu Vischering |       | ZEN             |
| Royaume de Prusse (Hesse-Nassau)          | Cassel            | 08 (Hanau-Gelnhausen) | Conrad Hellwig                           |       | DKP             |
| Royaume de Prusse (Rhénanie)              | Cologne           | 01 (Cologne-Ville) | Peter Joseph Roeckerath                  |       | ZEN             |
| Royaume de Prusse (Rhénanie)              | Cologne           | 02 (Cologne-Campagne) | Clemens Menken                           |       | ZEN             |
| Royaume de Prusse (Rhénanie)              | Cologne           | 03 (Bergheim-sur-l'Erft-Euskirchen) | Wilhelm Rudolphi                         |       | ZEN             |
| Royaume de Prusse (Rhénanie)              | Cologne           | 04 (Rheinbach-Bonn) | Hermann Ariovist von Fürth               |       | ZEN             |
| Royaume de Prusse (Rhénanie)              | Cologne           | 05 (Sieg-Waldbröl) | Joseph Lingens                           |       | ZEN             |
| Royaume de Prusse (Rhénanie)              | Cologne           | 06 (Mülheim-sur-le-Rhin-Gummersbach-Wipperfürth) | Christoph Moufang                        |       | ZEN             |
| Royaume de Prusse (Rhénanie)              | Düsseldorf        | 01 (Remscheid-Lennep-Mettmann) | Reinhard Schlüter                        |       | DFP             |
| Royaume de Prusse (Rhénanie)              | Düsseldorf        | 02 (Elberfeld-Barmen) | Friedrich Harm                           |       | SAP             |
| Royaume de Prusse (Rhénanie)              | Düsseldorf        | 03 (Solingen) | Georg Schumacher                         |       | SAP             |
| Royaume de Prusse (Rhénanie)              | Düsseldorf        | 04 (Düsseldorf) | August Lucius                            |       | ZEN             |
| Royaume de Prusse (Rhénanie)              | Düsseldorf        | 05 (Essen-Ville) | Gerhard Stötzel                          |       | ZEN             |
| Royaume de Prusse (Rhénanie)              | Düsseldorf        | 06 (Duisbourg-Mülheim-Ruhrort-Oberhausen) | Friedrich Hammacher                      |       | NLP             |
| Royaume de Prusse (Rhénanie)              | Düsseldorf        | 07 (Moers-Rees) | Wilhelm von und zu Hoensbroech           |       | ZEN             |
| Royaume de Prusse (Rhénanie)              | Düsseldorf        | 08 (Clèves-Gueldre) | Clemens Perger                           |       | ZEN             |
| Royaume de Prusse (Rhénanie)              | Düsseldorf        | 09 (Kempen) | Hugo Pfafferott                          |       | ZEN             |
| Royaume de Prusse (Rhénanie)              | Düsseldorf        | 10 (Gladbach) | Friedrich von Kehler                     |       | ZEN             |
| Royaume de Prusse (Rhénanie)              | Düsseldorf        | 11 (Krefeld) | Cornelius Trimborn                       |       | ZEN             |
| Royaume de Prusse (Rhénanie)              | Düsseldorf        | 12 (Neuss-Grevenbroich) | Franz von Dalwigk zu Lichtenfels         |       | ZEN             |
| Royaume de Prusse (Rhénanie)              | Coblence          | 01 (Wetzlar-Altenkirchen) | Hermann zu Solms-Braunfels               |       | DKP             |
| Royaume de Prusse (Rhénanie)              | Coblence          | 02 (Neuwied) | Hermann Joseph Bender                    |       | ZEN             |
| Royaume de Prusse (Rhénanie)              | Coblence          | 03 (Coblence-Saint-Goar) | Georg von Hertling                       |       | ZEN             |
| Royaume de Prusse (Rhénanie)              | Coblence          | 04 (Kreuznach-Simmern) | Ludwig von Cuny                          |       | NLP             |
| Royaume de Prusse (Rhénanie)              | Coblence          | 05 (Mayen-Ahrweiler) | Friedrich Franz Kochann                  |       | ZEN             |
| Royaume de Prusse (Rhénanie)              | Coblence          | 06 (Adenau-Cochem-Zell) | Andreas von Grand-Ry                     |       | ZEN             |
| Royaume de Prusse (Rhénanie)              | Trèves            | 01 (Daun-Bitburg-Prüm) | Hermann Mosler                           |       | ZEN             |
| Royaume de Prusse (Rhénanie)              | Trèves            | 02 (Wittlich-Bernkastel) | Christian Dieden                         |       | ZEN             |
| Royaume de Prusse (Rhénanie)              | Trèves            | 03 (Trèves) | Victor Rintelen                          |       | ZEN             |
| Royaume de Prusse (Rhénanie)              | Trèves            | 04 (Sarrelouis-Merzig-Sarrebourg) | Bartholomäus Haanen                      |       | ZEN             |
| Royaume de Prusse (Rhénanie)              | Trèves            | 05 (Sarrebruck) | Gustav Pfaehler                          |       | NLP             |
| Royaume de Prusse (Rhénanie)              | Trèves            | 06 (Ottweiler-Saint-Wendel-Meisenheim) | Friedrich Bormann                        |       | DRP             |
| Royaume de Prusse (Rhénanie)              | Aix-la-Chapelle   | 01 (Schleiden-Malmedy-Montjoie) | Aloys Fritzen                            |       | ZEN             |
| Royaume de Prusse (Rhénanie)              | Aix-la-Chapelle   | 02 (Eupen-Aix-la-Chapelle-Campagne) | Adam Bock                                |       | ZEN             |
| Royaume de Prusse (Rhénanie)              | Aix-la-Chapelle   | 03 (Aix-la-Chapelle-Ville) | Victor Gielen                            |       | ZEN             |
| Royaume de Prusse (Rhénanie)              | Aix-la-Chapelle   | 04 (Düren-Juliers) | Alfred von Hompesch                      |       | ZEN             |
| Royaume de Prusse (Rhénanie)              | Aix-la-Chapelle   | 05 (Geilenkirchen-Heinsberg-Erkelenz) | Franz Hitze                              |       | ZEN             |
| Royaume de Prusse (Hohenzollern)          | Sigmaringen       | 01 (Sigmaringen-Hechingen) | Fidelis Graf                             |       | ZEN             |
| Royaume de Bavière                        | Haute-Bavière     | 01 (Munich I (Altstadt-Lehel-Maxvorstadt) | Johann Sedlmayr                          |       | NLP             |
| Royaume de Bavière                        | Haute-Bavière     | 02 (Munich II (Isarvorstadt-Ludwigsvorstadt-Au-Haidhausen-Giesing) -Munich-Campagne-Starnberg-Wolfratshausen | Georg von Vollmar                        |       | SAP             |
| Royaume de Bavière                        | Haute-Bavière     | 03 (Aichach-Friedberg-Dachau-Schrobenhausen) | Maximilian von Gravenreuth               |       | ZEN             |
| Royaume de Bavière                        | Haute-Bavière     | 04 (Ingolstadt-Freising-Pfaffenhofen) | Peter Karl von Aretin                    |       | ZEN             |
| Royaume de Bavière                        | Haute-Bavière     | 05 (Wasserburg-Erding-Mühldorf) | Josef Aichbichler                        |       | ZEN             |
| Royaume de Bavière                        | Haute-Bavière     | 06 (Weilheim-Werdenfels-Bruck-Landsberg-Schongau) | Josef Geiger                             |       | ZEN             |
| Royaume de Bavière                        | Haute-Bavière     | 07 (Rosenheim-Ebersberg-Miesbach-Tölz) | Wolfgang Wagner                          |       | ZEN             |
| Royaume de Bavière                        | Haute-Bavière     | 08 (Traunstein-Laufen-Berchtesgaden-Altötting) | Karl Senestrey                           |       | ZEN             |
| Royaume de Bavière                        | Basse-Bavière     | 01 (Landshut-Dingolfing-Vilsbiburg) | Kaspar von Preysing                      |       | ZEN             |
| Royaume de Bavière                        | Basse-Bavière     | 02 (Straubing-Bogen-Landau-Vilshofen) | Conrad von Preysing                      |       | ZEN             |
| Royaume de Bavière                        | Basse-Bavière     | 03 (Passau-Wegscheid-Wolfstein-Grafenau) | Johann Evangelist Diendorfer             |       | ZEN             |
| Royaume de Bavière                        | Basse-Bavière     | 04 (Pfarrkirchen-Eggenfelden-Griesbach) | Georg Haberland                          |       | ZEN             |
| Royaume de Bavière                        | Basse-Bavière     | 05 (Deggendorf-Regen-Viechtach-Kötzting) | Georg Orterer                            |       | ZEN             |
| Royaume de Bavière                        | Basse-Bavière     | 06 (Kelheim-Regen-Rottenburg-Mallersdorf) | Karl Anton Lang                          |       | ZEN             |
| Royaume de Bavière                        | Palatinat         | 01 (Spire-Ludwigshafen-Frankenthal) | Ludwig Groß                              |       | NLP             |
| Royaume de Bavière                        | Palatinat         | 02 (Landau-Neustadt-en-Haardt) | Albert Bürklin                           |       | NLP             |
| Royaume de Bavière                        | Palatinat         | 03 (Germersheim-Bergzabern) | Theodor Brünings                         |       | NLP             |
| Royaume de Bavière                        | Palatinat         | 04 (Deux-Ponts-Pirmasens) | Oskar Krämer                             |       | NLP             |
| Royaume de Bavière                        | Palatinat         | 05 (Hombourg-Kusel) | Franz Armand Buhl                        |       | NLP             |
| Royaume de Bavière                        | Palatinat         | 06 (Kaiserslautern-Kirchheimbolanden) | Georg Grohé                              |       | DtVP            |
| Royaume de Bavière                        | Haut-Palatinat    | 01 (Ratisbonne-Burglengenfeld-Stadtamhof) | Franz Josef von Gruben                   |       | ZEN             |
| Royaume de Bavière                        | Haut-Palatinat    | 02 (Amberg-Nabburg-Sulzbach-Eschenbach) | August von Gise                          |       | ZEN             |
| Royaume de Bavière                        | Haut-Palatinat    | 03 (Neumarkt-Velburg-Hemau) | Sebastian Gleißner                       |       | ZEN             |
| Royaume de Bavière                        | Haut-Palatinat    | 04 (Neunburg-Waldmünchen-Cham-Roding) | Josef Witzlsperger                       |       | ZEN             |
| Royaume de Bavière                        | Haut-Palatinat    | 05 (Neustadt-sur-la-Waldnaab-Vohenstrauß-Tirschenreuth) | Johann Lehner                            |       | ZEN             |
| Royaume de Bavière                        | Haute-Franconie   | 01 (Hof-Naila-Rehau-Münchberg) | Heinrich August Papellier                |       | DFP             |
| Royaume de Bavière                        | Haute-Franconie   | 02 (Bayreuth-Wunsiedel-Berneck) | Friedrich von Feustel                    |       | NLP             |
| Royaume de Bavière                        | Haute-Franconie   | 03 (Forchheim-Kulmbach-Pegnitz-Ebermannstadt) | Friedrich Pezold                         |       | ZEN             |
| Royaume de Bavière                        | Haute-Franconie   | 04 (Kronach-Staffelstein-Lichtenfels-Stadtsteinach-Teuschnitz) | Friedrich von Gagern                     |       | ZEN             |
| Royaume de Bavière                        | Haute-Franconie   | 05 (Bamberg-Höchstadt) | Joseph Müller                            |       | ZEN             |
| Royaume de Bavière                        | Moyenne-Franconie | 01 (Nuremberg) | Karl Grillenberger                       |       | SAP             |
| Royaume de Bavière                        | Moyenne-Franconie | 02 (Erlangen-Fürth-Hersbruck) | Franz August Schenk von Stauffenberg     |       | DFP             |
| Royaume de Bavière                        | Moyenne-Franconie | 03 (Ansbach-Schwabach-Heilsbronn) | Adolf Kröber                             |       | DtVP            |
| Royaume de Bavière                        | Moyenne-Franconie | 04 (Eichstätt-Beilngries-Weissembourg) | Franz Xaver Schmidt                      |       | ZEN             |
| Royaume de Bavière                        | Moyenne-Franconie | 05 (Dinkelsbühl-Gunzenhausen-Feuchtwangen) | Philipp Schreiner                        |       | NLP             |
| Royaume de Bavière                        | Moyenne-Franconie | 06 (Rothembourg-sur-la-Tauber-Neustadt-sur-l'Aisch) | Karl Stöcker                             |       | NLP             |
| Royaume de Bavière                        | Basse-Franconie   | 01 (Aschaffenbourg-Alzenau-Obernburg-Miltenberg) | Heinrich von Papius                      |       | ZEN             |
| Royaume de Bavière                        | Basse-Franconie   | 02 (Kitzingen-Gerolzhofen-Ochsenfurt) | Friedrich Carl von Schönborn-Wiesentheid |       | ZEN             |
| Royaume de Bavière                        | Basse-Franconie   | 03 (Lohr-Karlstadt-Hamelbourg-Marktheidenfeld-Gemünden) | Georg Arbogast von und zu Franckenstein  |       | ZEN             |
| Royaume de Bavière                        | Basse-Franconie   | 04 (Neustadt-sur-la-Saale-Brückenau-Mellrichstadt-Königshofen-Kissingen) | Ludwig Karl Reichert                     |       | ZEN             |
| Royaume de Bavière                        | Basse-Franconie   | 05 (Schweinfurt-Haßfurt-Ebern) | Franz Burger                             |       | ZEN             |
| Royaume de Bavière                        | Basse-Franconie   | 06 (Wurtzbourg) | Joseph Roß                               |       | ZEN             |
| Royaume de Bavière                        | Souabe            | 01 (Augsbourg-Wertingen) | Georg Biehl                              |       | ZEN             |
| Royaume de Bavière                        | Souabe            | 02 (Donauwörth-Nördlingen-Neubourg) | Michael Wildegger                        |       | ZEN             |
| Royaume de Bavière                        | Souabe            | 03 (Dillingen-Guntzbourg-Zusmarshausen) | Rudolph von Freyberg-Eisenberg           |       | ZEN             |
| Royaume de Bavière                        | Souabe            | 04 (Illertissen-Neu-Ulm-Memmingen-Krumbach) | Magnus Anton Reindl                      |       | ZEN             |
| Royaume de Bavière                        | Souabe            | 05 (Kaufbeuren-Mindelheim-Oberdorf-Füssen) | Engelbert Buxbaum                        |       | ZEN             |
| Royaume de Bavière                        | Souabe            | 06 (Immenstadt-Sonthofen-Kempten-en-Allgäu-Lindau) | Joseph Schelbert                         |       | ZEN             |
| Royaume de Saxe                           |                   | 01 (Zittau) | Louis Heinrich Buddeberg                 |       | DFP             |
| Royaume de Saxe                           |                   | 02 (Löbau) | Gustav Fährmann                          |       | DFP             |
| Royaume de Saxe                           |                   | 03 (Bautzen-Kamenz-Bischofswerda) | Theodor Reich                            |       | DKP             |
| Royaume de Saxe                           |                   | 04 (Dresde-rive-droite-Radeberg-Radeburg) | Heinrich Hermann Klemm                   |       | DKP             |
| Royaume de Saxe                           |                   | 05 (Dresde-rive-gauche) | Leberecht Hartwig                        |       | DKP             |
| Royaume de Saxe                           |                   | 06 (Dresde-Campagne-Dippoldiswalde) | Karl Gustav Ackermann                    |       | DKP             |
| Royaume de Saxe                           |                   | 07 (Meissen-Großenhain-Riesa) | Dietrich Carl von Carlowitz              |       | DKP             |
| Royaume de Saxe                           |                   | 08 (Pirna-Sebnitz) | Arthur Eysoldt                           |       | DFP             |
| Royaume de Saxe                           |                   | 09 (Freiberg-Hainichen) | Kurt Merbach                             |       | DRP             |
| Royaume de Saxe                           |                   | 10 (Döbeln-Nossen-Leisnig) | Karl Braun                               |       | DFP             |
| Royaume de Saxe                           |                   | 11 (Oschatz-Wurzen-Grimma) | Theodor Günther                          |       | DRP             |
| Royaume de Saxe                           |                   | 12 (Leipzig-Ville) | Carl Bruno Tröndlin                      |       | NLP             |
| Royaume de Saxe                           |                   | 13 (Leipzig-Campagne-Taucha-Markranstädt-Zwenkau) | Louis Viereck                            |       | SAP             |
| Royaume de Saxe                           |                   | 14 (Borna-Geithain-Rochlitz) | Arnold Woldemar von Frege-Weltzien       |       | DKP             |
| Royaume de Saxe                           |                   | 15 (Mittweida-Frankenberg-Augustusburg) | August Penzig                            |       | NLP             |
| Royaume de Saxe                           |                   | 16 (Chemnitz) | Bruno Geiser                             |       | SAP             |
| Royaume de Saxe                           |                   | 17 (Glauchau-Meerane-Hohenstein-Ernstthal) | Ignaz Auer                               |       | SAP             |
| Royaume de Saxe                           |                   | 18 (Zwickau-Crimmitschau-Werdau) | Karl Wilhelm Stolle                      |       | SAP             |
| Royaume de Saxe                           |                   | 19 (Stollberg-Schneeberg) | Karl Friedrich Ebert                     |       | DKP             |
| Royaume de Saxe                           |                   | 20 (Marienberg-Zschopau) | Arthur Gehlert                           |       | DRP             |
| Royaume de Saxe                           |                   | 21 (Annaberg-Schwarzenberg-Johanngeorgenstadt) | Eugen Holtzmann                          |       | NLP             |
| Royaume de Saxe                           |                   | 22 (Auerbach-Zschopau) | Max Kayser                               |       | SAP             |
| Royaume de Saxe                           |                   | 23 (Plauen-Oelsnitz-Klingenthal) | Alwin Hartmann                           |       | DKP             |
| Royaume de Wurtemberg                     |                   | 01 (Stuttgart) | Sigmund Schott                           |       | DtVP            |
| Royaume de Wurtemberg                     |                   | 02 (Cannstatt-Louisbourg-Marbach-Waiblingen) | Ludwig Veiel                             |       | NLP             |
| Royaume de Wurtemberg                     |                   | 03 (Heilbronn-Besigheim-Brackenheim-Neckarsulm) | Georg Härle                              |       | DtVP            |
| Royaume de Wurtemberg                     |                   | 04 (Böblingen-Vaihingen-Leonberg-Maulbronn) | Konstantin Sebastian von Neurath         |       | DRP             |
| Royaume de Wurtemberg                     |                   | 05 (Esslingen-Nürtingen-Kirchheim-Urach) | Georg Friedrich von Lenz                 |       | NLP             |
| Royaume de Wurtemberg                     |                   | 06 (Reutlingen-Tübingen-Rottenburg) | Friedrich von Payer                      |       | DtVP            |
| Royaume de Wurtemberg                     |                   | 07 (Nagold-Calw-Neuenbürg-Herrenberg) | Julius Staelin                           |       | DRP             |
| Royaume de Wurtemberg                     |                   | 08 (Freudenstadt-Horb-Oberndorf-Sulz) | Hans von Ow                              |       | DRP             |
| Royaume de Wurtemberg                     |                   | 09 (Balingen-Rottweil-Spaichingen-Tuttlingen) | Ludwig Schwarz                           |       | DFP             |
| Royaume de Wurtemberg                     |                   | 10 (Gmünd-Göppingen-Welzheim-Schorndorf) | Georg von Wöllwarth-Lauterburg           |       | DRP             |
| Royaume de Wurtemberg                     |                   | 11 (Hall-Backnang-Öhringen-Weinsberg) | Julius Leemann                           |       | NLP             |
| Royaume de Wurtemberg                     |                   | 12 (Gerabronn-Crailsheim-Mergentheim-Künzelsau) | Karl Mayer                               |       | DtVP            |
| Royaume de Wurtemberg                     |                   | 13 (Aalen-Gaildorf-Neresheim-Ellwangen) | Heinrich Adelmann von Adelmannsfelden    |       | ZEN             |
| Royaume de Wurtemberg                     |                   | 14 (Ulm-Heidenheim-Geislingen) | Ludwig von Fischer                       |       | NLP             |
| Royaume de Wurtemberg                     |                   | 15 (Ehingen-Blaubeuren-Laupheim-Münsingen) | Joseph Utz                               |       | ZEN             |
| Royaume de Wurtemberg                     |                   | 16 (Biberach-Leutkirch-Waldsee-Wangen) | Reinhard von Neipperg                    |       | ZEN             |
| Royaume de Wurtemberg                     |                   | 17 (Ravensbourg-Tettnang-Saulgau-Riedlingen) | Constantin von Waldburg-Zeil             |       | ZEN             |
| Grand-duché de Bade                       |                   | 01 (Constance-Überlingen-Stockach) | Konstantin Noppel                        |       | NLP             |
| Grand-duché de Bade                       |                   | 02 (Donaueschingen-Villingen) | Hermann von Hornstein                    |       | DKP             |
| Grand-duché de Bade                       |                   | 03 (Waldshut-Säckingen-Neustadt-en-Forêt-Noire) | Ernst Friedrich Krafft                   |       | NLP             |
| Grand-duché de Bade                       |                   | 04 (Lörrach-Müllheim) | Markus Pflüger                           |       | DFP             |
| Grand-duché de Bade                       |                   | 05 (Fribourg-Emmendingen) | Ludwig Marbe                             |       | ZEN             |
| Grand-duché de Bade                       |                   | 06 (Lahr-Wolfach) | Ferdinand Sander                         |       | NLP             |
| Grand-duché de Bade                       |                   | 07 (Offenbourg-Kehl) | Franz Roßhirt                            |       | ZEN             |
| Grand-duché de Bade                       |                   | 08 (Rastatt-Bühl-Baden-Baden) | Franz Xaver Lender                       |       | ZEN             |
| Grand-duché de Bade                       |                   | 09 (Pforzheim-Ettlingen) | Gottlieb Klumpp                          |       | NLP             |
| Grand-duché de Bade                       |                   | 10 (Karlsruhe-Bruchsal) | Leopold Arnsperger                       |       | NLP             |
| Grand-duché de Bade                       |                   | 11 (Mannheim) | Philipp Diffené                          |       | DtVP            |
| Grand-duché de Bade                       |                   | 12 (Heidelberg-Mosbach) | Julius Menzer                            |       | DKP             |
| Grand-duché de Bade                       |                   | 13 (Bretten-Sinsheim) | Ernst von Göler-Ravensburg               |       | DKP             |
| Grand-duché de Bade                       |                   | 14 (Tauberbischofsheim-Buchen) | Rudolf von Buol-Berenberg                |       | ZEN             |
| Grand-duché de Hesse                      |                   | 01 (Giessen) | Hugo Buderus                             |       | NLP             |
| Grand-duché de Hesse                      |                   | 02 (Friedberg-Büdingen) | Hugo Hinze                               |       | DFP             |
| Grand-duché de Hesse                      |                   | 03 (Lauterbach-Alsfeld-Schotten) | Fritz Kalle                              |       | NLP             |
| Grand-duché de Hesse                      |                   | 04 (Darmstadt-Groß-Gerau) | Justus Ulrich                            |       | NLP             |
| Grand-duché de Hesse                      |                   | 05 (Offenbach-Dieburg) | Wilhelm Liebknecht                       |       | SAP             |
| Grand-duché de Hesse                      |                   | 06 (Erbach-Bensheim) | Ferdinand Scipio                         |       | NLP             |
| Grand-duché de Hesse                      |                   | 07 (Worms-Heppenheim) | Heinrich von Marquardsen                 |       | NLP             |
| Grand-duché de Hesse                      |                   | 08 (Bingen-Alzey) | Ludwig Bamberger                         |       | DFP             |
| Grand-duché de Hesse                      |                   | 09 (Mayence-Oppenheim) | Josef Racke                              |       | ZEN             |
| Grand-duché de Mecklembourg-Schwerin      |                   | 01 (Hagenow-Toddin-Bakendorf-Lübtheen-Grevesmühlen -Grevesmühlen-Plüschow-Wittenburg-Walsmühlen-Zarrentin-Wittenburg) | Ludolph von Wrisberg                     |       | DKP             |
| Grand-duché de Mecklembourg-Schwerin      |                   | 02 (Schwerin-Chevalerie-Schwerin-Domaine-Crivitz-Chevalerie -Crivitz-Domaine-Wismar-Poel-Mecklembourg-Redentin-Gadebusch -Gadebusch-Rehna-Mecklembourg-Sternberg -Warin-Neukloster-Sternberg-Tempzin)                       | Anton Haupt                              |       | NLP             |
| Grand-duché de Mecklembourg-Schwerin      |                   | 03 (Boizenburg-Chevalerie-Boizenburg-Domaine-Dobbertin-Dömitz -Goldberg-Grabow-Grabow-Eldena-Lübz-Lübz-Marnitz -Neustadt-en-Mecklembourg-Abbaye-Neustadt-en-Mecklembourg-Chevalerie -Neustadt-en-Mecklembourg-Domaine-Plau) | Hugo Hermes                              |       | DFP             |
| Grand-duché de Mecklembourg-Schwerin      |                   | 04 (Gnoien-Dargun-Gnoien-Neukalen-Ivenack-Malchow-Neukalen -Stavenhagen-Chevalerie-Stavenhagen-Domaine-Wredenhagen-Chevalerie -Wredenhagen-Domaine)                                                                         | Rudolf von Maltzahn                      |       | DKP             |
| Grand-duché de Mecklembourg-Schwerin      |                   | 05 (Bützow-Chevalerie-Bützow-Domaine-Bützow-Rühn-Doberan -Ribnitz-Abbaye-Ribnitz-Chevalerie-Ribnitz-Domaine -Toitenwinkel zu Rostock)                                                                                       | Christian Behm                           |       | DFP             |
| Grand-duché de Mecklembourg-Schwerin      |                   | 06 (Güstrow-Rossewitz-Güstrow-Schwaan-Chevalerie-Schwaan-Domaine) | Wilhelm von Schlieffen                   |       | DKP             |
| Grand-duché de Saxe-Weimar-Eisenach       |                   | 01 (Weimar-Apolda) | Carl Ausfeld                             |       | DFP             |
| Grand-duché de Saxe-Weimar-Eisenach       |                   | 02 (Eisenach-Dermbach) | Ludolf Parisius                          |       | DFP             |
| Grand-duché de Saxe-Weimar-Eisenach       |                   | 03 (Iéna-Neustadt-sur-l'Orla) | Georg Meyer                              |       | NLP             |
| Grand-duché de Mecklembourg-Strelitz      |                   | 01 (Neustrelitz, Neubrandenbourg-Schönberg) | Heinrich von Oertzen                     |       | DKP             |
| Grand-duché d'Oldenbourg                  |                   | 01 (Oldenbourg-Eutin-Birkenfeld) | August Niebour                           |       | DFP             |
| Grand-duché d'Oldenbourg                  |                   | 02 (Jever-Rüstringen-Brake-Westerstede-Varel-Elsfleth-Butjadingen) | Arnold Huchting                          |       | DFP             |
| Grand-duché d'Oldenbourg                  |                   | 03 (Vechta-Delmenhorst-Cloppenburg-Wildeshausen-Friesoythe) | Ferdinand Heribert von Galen             |       | ZEN             |
| Duché de Brunswick                        |                   | 01 (Brunswick-Blankenburg) | Wilhelm Blos                             |       | SAP             |
| Duché de Brunswick                        |                   | 02 (Helmstedt-Wolfenbüttel) | Hermann Roemer                           |       | NLP             |
| Duché de Brunswick                        |                   | 03 (Holzminden-Gandersheim) | Wilhelm Baumgarten                       |       | DFP             |
| Duché de Saxe-Meiningen                   |                   | 01 (Meiningen-Hildburghausen) | Karl Zeitz                               |       | NLP             |
| Duché de Saxe-Meiningen                   |                   | 02 (Sonneberg-Saalfeld) | Friedrich Witte                          |       | DFP             |
| Duché de Saxe-Altenbourg                  |                   | 01 (Altenbourg-Roda) | Julius Herrmann                          |       | DFP             |
| Duché de Saxe-Cobourg et Gotha            |                   | 01 (Cobourg) | Georg von Siemens                        |       | DFP             |
| Duché de Saxe-Cobourg et Gotha            |                   | 02 (Gotha) | Wilhelm Bock                             |       | SAP             |
| Duché d'Anhalt                            |                   | 01 (Dessau-Zerbst) | Gustav Ziegler                           |       | NLP             |
| Duché d'Anhalt                            |                   | 02 (Bernbourg-Köthen-Ballenstedt) | Wilhelm Oechelhäuser                     |       | NLP             |
| Principauté de Schwarzbourg-Rudolstadt    |                   | 01 (Königsee-Frankenhausen) | Adolph Hoffmann                          |       | DFP             |
| Principauté de Schwarzbourg-Sondershausen |                   | 01 (Sondershausen-Arnstadt-Gehren-Ebeleben) | Gustav Lipke                             |       | DFP             |
| Principauté de Waldeck-Pyrmont            |                   | 01 (Eider-Twiste-Eisenberg-Pyrmont) | Friedrich Boettcher                      |       | NLP             |
| Principauté de Reuss branche aînée        |                   | 01 (Greiz-Burgk) | Wilhelm Blos                             |       | SAP             |
| Principauté Reuss branche cadette         |                   | 01 (Gera-Schleiz) | Carl Rödiger                             |       | SAP             |
| Principauté de Schaumbourg-Lippe          |                   | 01 (Bückeburg-Stadthagen) | Johann Hamspohn                          |       | DFP             |
| Principauté de Lippe                      |                   | 01 (Blomberg-Brake-Detmold-Lipperode-Cappel-Schötmar) | Wilhelm Büxten                           |       | DFP             |
| Lübeck                                    |                   | 01 (Lübeck) | Ernst Stiller                            |       | DFP             |
| Brême                                     |                   | 01 (Brême-Bremerhaven) | Hermann Henrich Meier                    |       | NLP             |
| Hambourg                                  |                   | 01 (Neustadt-Sankt Pauli) | August Bebel                             |       | SAP             |
| Hambourg                                  |                   | 02 (Altstadt-Saint-Georges-Hammerbrook) | Johann Heinrich Wilhelm Dietz            |       | SAP             |
| Hambourg                                  |                   | 03 (Hambourg-Campagne-Landherrenschaften) | Adolph Woermann                          |       | NLP             |
| Alsace-Lorraine                           |                   | 01 (Altkirch-Thann) | Landelin Winterer                        |       | Alsace-Lorraine |
| Alsace-Lorraine                           |                   | 02 (Mulhouse) | Jean Dollfus                             |       | Alsace-Lorraine |
| Alsace-Lorraine                           |                   | 03 (Colmar) | Charles Grad                             |       | Alsace-Lorraine |
| Alsace-Lorraine                           |                   | 04 (Guebwiller) | Joseph Guerber                           |       | Alsace-Lorraine |
| Alsace-Lorraine                           |                   | 05 (Ribeauvillé) | Jacob Ignatius Simonis                   |       | Alsace-Lorraine |
| Alsace-Lorraine                           |                   | 06 (Sélestat) | Irénée Lang                              |       | Alsace-Lorraine |
| Alsace-Lorraine                           |                   | 07 (Molsheim-Erstein) | Hugo Zorn von Bulach                     |       | Alsace-Lorraine |
| Alsace-Lorraine                           |                   | 08 (Strasbourg-Ville) | Jacques Kablé                            |       | Alsace-Lorraine |
| Alsace-Lorraine                           |                   | 09 (Strasbourg-Campagne) | Alfred Mühleisen                         |       | Alsace-Lorraine |
| Alsace-Lorraine                           |                   | 10 (Hagenau-Wissembourg) | Eugène de Dietrich                       |       | Alsace-Lorraine |
| Alsace-Lorraine                           |                   | 11 (Saverne) | Alfred Goldenberg                        |       | Alsace-Lorraine |
| Alsace-Lorraine                           |                   | 12 (Sarreguemines-Forbach) | Édouard Jaunez                           |       | Alsace-Lorraine |
| Alsace-Lorraine                           |                   | 13 (Boulay-Thionville-Est-Thionville-Ouest) | Henri Paul François de Wendel            |       | Alsace-Lorraine |
| Alsace-Lorraine                           |                   | 14 (Metz-Ville-Metz-Campagne) | Jules-Dominique Antoine                  |       | Alsace-Lorraine |
| Alsace-Lorraine                           |                   | 15 (Sarrebourg-Château-Salins) | Charles Germain                          |       | Alsace-Lorraine |